# Le Blues café live
 (juin 2025).
L'article doit être relu — et modifié si nécessaire — par des contributeurs indépendants pour apporter un regard critique aux contributions effectuées en violation des conditions d'utilisation de Wikipédia, tant sur la forme (notamment concernant le style encyclopédique, la proportionnalité) que sur le fond (la neutralité de point de vue, la qualité et l'indépendance des sources).
 (octobre 2014).
Si vous disposez d'ouvrages ou d'articles de référence ou si vous connaissez des sites web de qualité traitant du thème abordé ici, merci de compléter l'article en donnant les références utiles à sa vérifiabilité et en les liant à la section « Notes et références ».
Le Blues Café Live est une émission radiophonique musicale française axée sur la musique blues (au sens large) diffusée sur les ondes depuis 2004 et créée en 2023 par Francis Rateau et Cédric Vernet. Elle est animée chaque mois par Sedryk et Francis Rateau. Le Blues Café Live est diffusé sur de nombreuses radios et plateformes de streaming.

## Principe de l’émission
Le Blues Café Live est une émission d’une heure enregistrée en public dans la salle Le Millenium à L’Isle-d’Abeau (Isère). Elle est créée et animée par Francis Rateau et Cédric Vernet (puis Sedryck Sadin depuis 2024). Elle et a pour but la promotion des artistes du blues. Chaque émission est consacrée à un groupe qui est interviewé et joue quelques titres sur scène dans les conditions du live.   
L'émission est aujourd'hui reconnue comme l'une des principales émissions de blues en France du fait notamment de l'originalité de l'enregistrement en public.  
De juin 2013 à juin 2018, Ti and Bo a assuré les captations des émissions. 
Depuis octobre 2018, les émissions sont captées en vidéo par François Rosenstiel ce qui permet de visionner les meilleurs extraits en ligne.
Le Blues Café Live est membre fondateur du Collectif des Radios Blues, une association regroupant de nombreux animateurs en France, Belgique, Québec, Afrique, autour de l’idée d’échanger, diffuser et promouvoir les musiques blues, sous toutes ses formes. 
En 2015, le chanteur soul Ahmed Mouici sort le premier "Live au Blues Café Live", un disque de 6 titres enregistré lors de son passage dans l'émission.  
En 2024, le Blues Café a fêté ses 20 ans avec un disque collector. Remasterisés par le studio Magnéto à Lyon, il contient une douzaine de titres parmi les très nombreux enregistrés depuis une vingtaine d'années.  
Le Blues Café est une association qui produit aussi des séquences (et des Interviews sur son site www.bluescafe.org, et programme la Blues Party, une nuit du blues annuelle à l'Isle d'Abeau (38).

## Artistes invités
Depuis 2004, de nombreux invités prestigieux ont participé aux émissions parmi lesquels : 
- Paul Personne
- Benoit Blue Boy
- Ahmed Mouici
- Jack Bon Slim Combo
- Philippe Ménard
- Manu Lanvin & Neal Black

- DeltaR et L.R.Phoenix
- Gas Blues Band
- Orange Bud
- Nina Van Horn
- Swamp Train
- Awek
- Ian Kent & The Immigrants
- Mountain Men
- Steady Rollin’ Men
- Jersey Julie Band
- Fred Chapellier
- They Call Me Rico
- Nico Wayne Toussaint
- Mathis Haug
- The Immigrants
- Washing Machine Cie

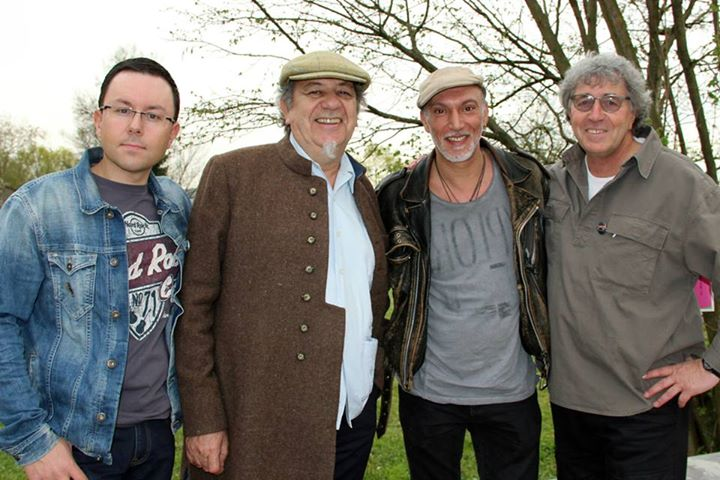
Les animateurs du Blues Café avec Benoît Blue Boy et Ahmed Mouic

- Veronica Sbergia & the Red Wine Serenaders, etc.

## Diffusion
Lors de sa création, l'émission était diffusée sur la radio Couleurs FM. Depuis, de nombreuses radios FM et webradios relayent le Blues Café Live sur leur antenne. 
Le Blues Café Live peut être également écouté sur son site www.bluescafe.org
L'émission est disponible également en podcast sur Spotify, Deezer, Podcast Addict, Amazon Music, Apple Podcasts, et sur sa chaine Youtube www.youtube.com/@lebluescafe.

## Fiche technique
- Animation : Cédric Vernet (Jusqu'en 2024) puis Sedryck et Francis Rateau
- Mixage : Frédéric Pellerin et Russell Stageman (Studio Magnéto)
- Son : Ludovic Fourneaux et Sébastien Monier

## La Blues Party
Depuis 2013, le Blues Café organise un festival de blues annuel à L'Isle-d'Abeau intitulé la "Blues Party". Le festival a lieu en plein air dans les jardins du Millenium. Des artistes de renommée internationale s'y sont produits. 
En 2014, Jean Guillermo, le Président de l'association France Blues, remet sur scène au musicologue Gérard Herzhaft une récompense (Keeping the Blues Award) de la prestigieuse Blues Foundation de Memphis dans la catégorie Littérature  pour l'ensemble de sa carrière. 
Les éditions 2020 et 2021 ont été annulées à cause de la crise sanitaire liée au COVID-19. 
En juin 2025, par communiqué de presse sur sa page Facebook, l'association Blues Café Live indique se retirer de l'organisation de la Blues Party.  
Édition 2013 :
- Rivherside
- Boogie Ramblers (France)
- 24 Pesos (Angleterre)
- Erja Lyytinen (Finlande)
- Nico Wayne Toussaint (France) et Neal Black (États-Unis)

Édition 2014 :
- Thomas Ford (Angleterre)
- The Crippled Frogs (France)
- Francesco Piu (Italie)
- The Cash Box Kings (États-Unis)
- Stina Stenerud (Norvège)

Édition 2015 :
- Sofie Reed (USA / Suède)
- Egidio Ingala & The Jacknives (Italie)
- A Contra Blues (Espagne)
- Ms Nickki & The Memphis Soul Connection (États-Unis) with guest Ahmed Mouici (France)

Édition 2016 :
- Blackberry'n Mr Boohoo (France)
- The Two (Suisse)
- Guy Verlinde (Belgique)
- Kyla Brox Band (Angleterre)
- Thorbjorn Risager & The Black Tornado (Danemark)

Édition 2017 :
- One Rusty Band (Suisse)
- Larry Garner & Michael van mewyk (USA / D)
- Alligator Nail (Italie)
- Aymeric Maini (France)
- Bonita & The Blues Shacks (Allemagne)

Édition 2018 :
- Sarah James Band (GB)
- Wax & Boogie Rhythm Combo (E) feat. Drew Davis (GB)
- Aynsley Lister Band (GB)
- Chris Bergson Band feat. Ellis Hooks (USA)
- Malted Milk (FR)

Édition 2019 :
- Veronica Sbergia & Max Debernardi (Italie)
- Andy J. Forest (USA)
- Raphaël Wressnig (Autriche)
- Dawn Tyler Watson & The Ben Racine Band (Canada)
- Gaëlle Buswel & Friends (FR) avec Jessie Lee, Mr Mat, Ahmed Mouici

Édition 2022 :
- The Buttshakers (France)
- The Yellbows (France)
- Superdownhome (Italie)
- The Royal Premiers (France)
- Phillip-Michael Scales (USA)
- Mike Sanchez feat Sax Gordon Revue (USA)

Édition 2023 :
- Little Sadie Band (France)
- Travellin' Brothers (Espagne)
- Dede Priest & Johnny Clark's Outlaws (USA)
- The Supersoul Brothers Band (France)

Édition 2024 :
- The Straniero
- The Picky Banshees
- Dr Sugar
- Francesco Piu
- Crystal Thomas

Édition 2025 :
- Sebastopol
- Cecilya & the Candy Kings
- Koko Jean & the Tonics
- Boney Fields